# Slow food

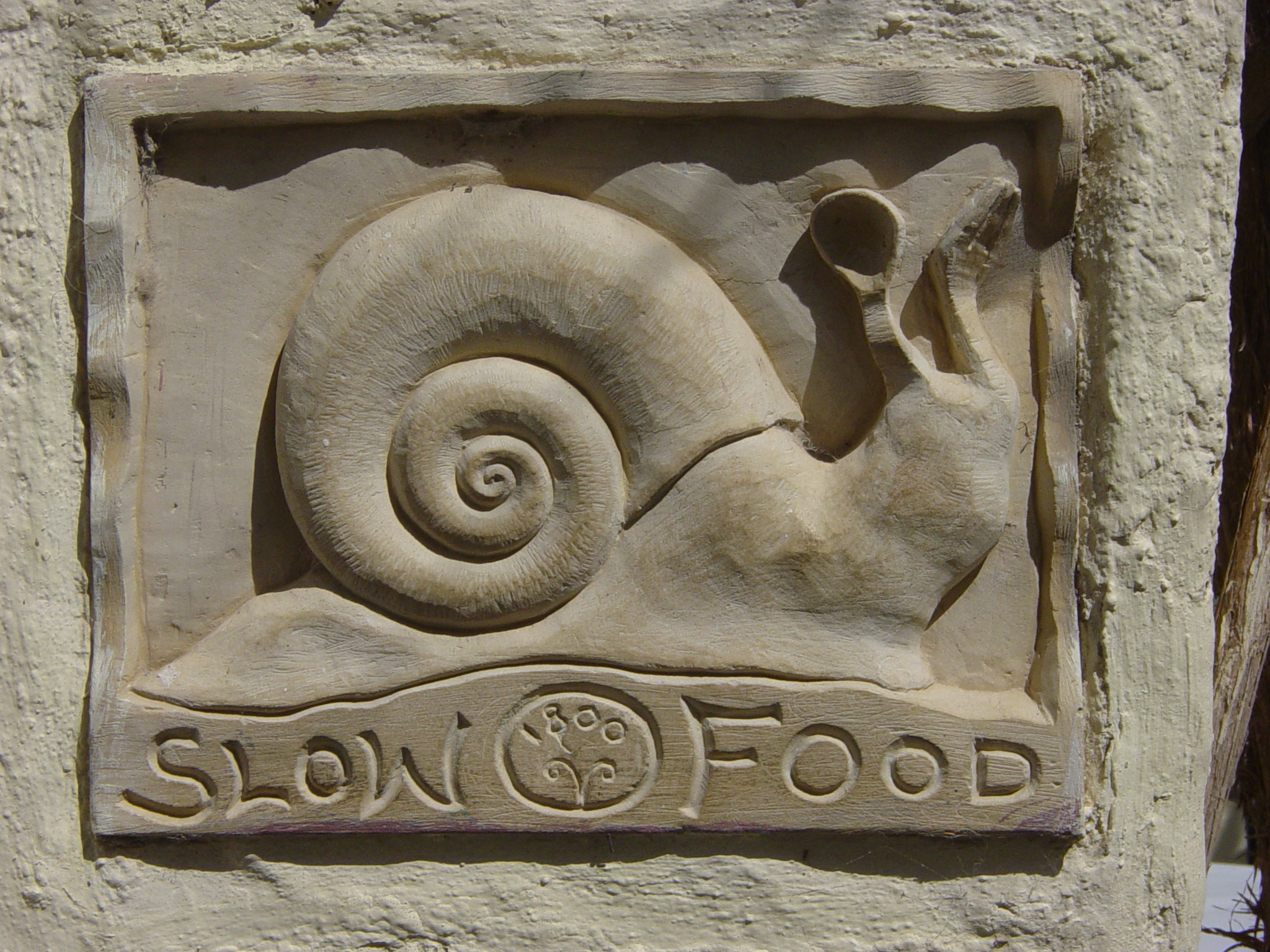
Logotipo del concepto slow food, en un restaurante de Santorini.

El término slow food (en español, comida lenta) nombra a un movimiento internacional que se contrapone a la estandarización del gusto en la gastronomía, y promueve la difusión de una nueva filosofía que combina placer y conocimientos. Opera en todos los continentes por la salvaguarda de las tradiciones gastronómicas regionales, con sus productos y métodos de cultivo. El símbolo del slow food es el caracol, emblema de la lentitud.

## Historia
Carlo Petrini fundó, en 1986, en Bra (provincia de Cuneo, Italia), una asociación con el nombre originario de ArciGola. Hoy en día el movimiento internacional slow food está presente en más de 150 países y cuenta con más de 83 000 socios. En Italia, slow food tiene 35 000 personas inscritas organizadas en 330 sedes locales llamadas condotte («conductas»). En el resto del mundo, las sedes locales se llaman convivia.

## Actividades
Slow food organiza algunas de las más importantes ferias dedicadas a la alimentación, entre las que destacan el «Salón del Gusto», en el Lingotto de Turín (en años pares), y "Slowfish", en Génova, y «Cheese», en Bra (en años impares). La universidad de ciencias gastronómicas en Pollenzo (provincia de Cuneo) y Colorno (provincia de Parma) ha sido fundada por slow food, en colaboración con las regiones del Piamonte y Emilia-Romaña.
El proyecto más importante llevado a cabo por Slow Food es el «Arca del Gusto»: un censo de productos alimenticios locales amenazados de extinción. En conexión con el Arca funcionan los «baluartes» (en italiano "presidii"), proyectos sobre el territorio que tienen como objetivo sostener concretamente estos productos (a partir de 2000).